# Gina Smith
Gina Smith (ur. 11 listopada 1957 w Saskatoon) – kanadyjska jeźdźczyni sportowa. Brązowa medalistka olimpijska z XXIV Letnich Igrzysk Olimpijskich w Seulu. 

## Kariera sportowa
Gina Smith rozpoczęła trenowanie jazdy konnej w 1969 roku pod opieką Cynthii Neale-Ishoy.
Została zawalifikowana jako rezerwowa do narodowej drużyny jeździeckiej Kanady na XXIII Letnie Igrzyska Olimpijskie w 1984 roku w Los Angeles. W następnej olimpiadzie w 1988 roku w Seulu wraz z Evą-Marią Pracht, Cynthią Neale-Ishoy i Ashley Nicoll zdobyła brązowy medal w ujeżdżeniu drużynowym i 12. miejsce indywidualnie. Kolejny międzynarodowy sukces odniosła na XI Igrzyskach Panamerykańskich w 1991 roku zdobyła złoto w zawodach drużynowych ujeżdżaniu razem z Ashley Nicoll, Leslie Reid i Lorraine Stubbs). Podczas Olimpiady w 1996 roku zajęła 46. miejsce w konkursie indywidualnym i 10. w drużynowym. Zakończyła karierę sportową w  2000 roku i zajęła się trenowaniem młodszego pokolenia sportowców. 